# Josef Bazala
Josef Bazala (* 14. února 1960 Uherské Hradiště) je český politik a folklorista, od roku 2020 senátor za obvod č. 81 – Uherské Hradiště, od roku 2012 zastupitel Zlínského kraje, v letech 2006 až 2021 starosta, v letech 2002 až 2006 a znovu v letech 2021 až 2022 místostarosta a od roku 2022 radní města Staré Město na Uherskohradišťsku, člen KDU-ČSL.

## Mládí a rodina
Vystudoval Střední průmyslovou a strojní školu v Uherském Hradišti. Od roku 1978 pracoval v Letu Kunovice (Aircraft Industries) jako nástrojař, technolog, dispečer a zástupce cechu. Od roku 1984 je ženatý, má tři děti.

## Politické působení
Jako starosta Starého Města se podílel na výstavbě cyklostezek, vybudování silničních obchvatů, protipovodňových opatření nebo na dostavění kostela Svatého Ducha a náměstí Velké Moravy.
Od roku 2005 bojuje za výstavbu dálnice D55. V tomto roce se na radnici ve Starém Městě sešli všichni starostové na úseku budoucí dálnice a podepsali deklaraci za urychlení její přípravy, kterou podepsali i hejtmani obou krajů, tedy Zlínského a Olomouckého.
Od roku 2002 je členem KDU-ČSL, za kterou kandidoval v jedenácti volbách. Poprvé kandidoval v komunálních volbách ve Starém Městě v roce 1998, kdy byl zvolen. Mandát obhájil i o čtyři roky později a byl zvolen místostarostou. V roce 2006 byl poprvé zvolen starostou. Post obhájil v roce 2010, 2014 i v roce 2018. Na post rezignoval v lednu 2021 kvůli zvolení senátorem a stal se neuvolněným místostarostou. V komunálních volbách v roce 2022 kandidoval do zastupitelstva Starého Města z 2. místa kandidátky KDU-ČSL. Mandát zastupitele města obhájil. Místostarostou města již zvolen nebyl, stal se však radním.
V roce 2008 poprvé kandidoval do Zastupitelstva Zlínského kraje na kandidátce KDU-ČSL ze 17. místa, ale zvolen nebyl. Do zastupitelstva kraje byl poprvé zvolen v roce 2012 a svůj mandát obhájil v letech 2016 a 2020.
V roce 2013 kandidoval z 8. místa na kandidátce KDU-ČSL ve volbách do Poslanecké sněmovny Parlamentu České republiky ve Zlínském kraji, v roce 2017 pak z místa sedmého. Ani v jedné z těchto voleb neuspěl.
Je předsedou sdružení 19 obcí mikroregionu Staroměstsko.
Ve volbách do Senátu PČR v roce 2020 kandidoval jako společný kandidát KDU-ČSL, TOP 09 a hnutí STAN v obvodu č. 81 – Uherské Hradiště. V prvním kole získal 30,94 % hlasů, a postoupil tak ze 2. místa do druhého kola, v němž porazil nestraníka za Soukromníky Iva Valentu poměrem hlasů 60,78 % : 39,21 %, a stal se tak senátorem. V říjnu 2022 byl zvolen místopředsedou Senátorského klubu KDU-ČSL a nezávislí.
V krajských volbách v září 2024 obhajoval mandát zastupitele Zlínského kraje z pozice člena KDU-ČSL na kandidátce uskupení „K21 ZLÍNSKÝ KRAJ 21. STOLETÍ“ (tj. KDU-ČSL a hnutí Z21). Mandát se mu podařilo obhájit.

## Folklór
Věnuje se folklóru od svých 10 let. Byl členem dětského souboru Dolinečka, na vojně tančil v souboru Váh v Liptovském Mikuláši a od roku 1975 v Dolině, kde se stal v roce 1987 uměleckým vedoucím a choreografem. Jako výtečný verbíř se představil v soutěži v rámci Mezinárodního folklorního festivalu ve Strážnici v letech 1986–1990, vždy získal II. místo. Od roku 1992 je členem poroty této soutěže. Má velký podíl na udržování a rozvíjení regionálního stylu verbuňku hradišťského Dolňácka, podílel se na organizování soutěží a v Dolině vychoval řadu skvělých verbířů (např. Erika Feldvabela). Věnuje se také zpěvu v mužském pěveckém sboru Staroměstští mládenci.